# República Socialista Soviética de Lituania (1918-1919)
La República Socialista Soviética de Lituania fue una efímera república soviética proclamada el 16 de diciembre de 1918 tras la conquista del territorio por tropas bolcheviques; contaba con un gobierno provisional al mando de Vincas Mickevičius-Kapsukas (1880-1935) formado ocho días antes. El 22 del mismo mes fue reconocida por Moscú. El 5 de enero de 1919 los comunistas capturaron Vilna, ciudad que se convirtió en su capital, pero entre el 8 y 15 de febrero son detenidos cuando intentan tomar Kaunas, donde se había refugiado el gobierno independentista lituano. Obligados a retirarse constantemente a partir de entonces, el 27 de febrero esta república tuvo que ser fusionada con la República Socialista Soviética Bielorrusa para formar la República Socialista Soviética Lituano-Bielorrusa. Esto no impidió a los polacos tomar Vilna el 21 de abril, tras tres días de lucha, y Minsk el 8 de agosto en plena Guerra Polaco-Soviética. Los bolcheviques recuperaron ambas urbes de los polacos (el 11 de julio de 1920 Minsk y tres días después Vilna) y firmaron el Tratado de Paz Lituano-Soviético en Moscú el 12 de julio de 1920, entregando Vilna a los lituanos.